# Живой (фестиваль)
«ЖИВОЙ!» — крупнейший в Санкт-Петербурге музыкальный фестиваль. Проводится ежегодно с 2008 года.
Основная идея фестиваля — привлечение внимания широкой аудитории к современной живой музыке и визуальному искусству. Цель фестиваля — поиск и продвижение талантливых молодых музыкантов, художников и фотографов. Список участников фестиваля формируется из победителей отборочных туров и именитых хедлайнеров.
Организаторы фестиваля — Творческая автономия «Площадь Восстания» и Творческая мастерская «Терминал». Фестиваль финансируется Администрацией Московского района Санкт-Петербурга и Домом Молодежи «Пулковец».

## 2008 год
В 2008 году, фестиваль прошел в Санкт-Петербурге на территории Парка Победы Московского района 30 августа. Хедлайнером фестиваля стал Данила Master. Фестиваль посетило около 500 человек.
|      |                     | Санкт-Петербург | Санкт-Петербург | Санкт-Петербург |
| Год  | Дата                | Хедлайнер       | Главная сцена |                 |
| ---- | ------------------- | --------------- | --- | --------------- |
| 2008 | Суббота, 30 августа | Данила Master   | Площадь Восстания Теория Данила Master Рвань Лиц@ Детали Восход 23 Лета Шарль Azнавур Alien Sky Забвение Театр огня «Raven» |                 |

## 2009 год
В 2009 году, фестиваль прошел в Санкт-Петербурге на территории Парка Победы Московского района 30 августа. Хедлайнером фестиваля стала группа Декабрь. Фестиваль посетило около 800 человек
|      |                         | Санкт-Петербург | Санкт-Петербург | Санкт-Петербург |
| Год  | Дата                    | Хедлайнер       | Главная сцена |                 |
| ---- | ----------------------- | --------------- | --- | --------------- |
| 2009 | Воскресенье, 30 августа | Декабрь         | Декабрь Площадь Восстания Ангел НеБес Огнелёт Ворчание Ягнят Паровоз до Кубы Восход ДОжыли Рвань Дарайда Крик Стай Pull-Push СупCULTURA INFO |                 |

## 2010 год
В 2010 году, фестиваль прошел в Санкт-Петербурге в клубе «Зал Ожидания» 28 августа. Второй год подряд хедлайнером фестиваля стала группа Декабрь. Фестиваль посетило около 1000 человек
|      |                     | Санкт-Петербург | Санкт-Петербург | Санкт-Петербург |
| Год  | Дата                | Хедлайнер       | Главная сцена |                 |
| ---- | ------------------- | --------------- | --- | --------------- |
| 2010 | Суббота, 28 августа | Декабрь         | Декабрь Площадь Восстания Теория Ангел НеБес Огнелёт Психоделические Призмы Что Ещё UpSideDownWorld Павел Ракул !УРА! |                 |

## 2011 год
В 2011 году, фестиваль прошел в Санкт-Петербурге в клубе «Космонавт» 28 августа. Хедлайнерами фестиваля стала группа 7Б и третий год подряд группа Декабрь. Фестиваль посетило около 1500 человек
|      |                         | Санкт-Петербург | Санкт-Петербург | Санкт-Петербург |
| Год  | Дата                    | Хедлайнер       | Главная сцена |                 |
| ---- | ----------------------- | --------------- | --- | --------------- |
| 2011 | Воскресенье, 28 августа | 7Б Декабрь      | 7Б Декабрь Площадь Восстания Скворцы Степанова Ангел НеБес Теория Para bellvm Психоделические Призмы Renaissance v.2.0 UpSideDownWorld Огнелет Стёртые Лица Кардио Четыре Третьих Шамрай !УРА! Сиверга |                 |

## 2012 год
В 2012 году, фестиваль прошел в Санкт-Петербурге в Парке Авиаторов 11 августа. Хедлайнерами фестиваля второй год подряд стала группа 7Б и четвёртый год подряд группа Декабрь. Фестиваль посетило более 2500 человек. С 2012 года расширилась география фестиваля: отборочные туры проходили в Санкт-Петербурге и в Москве, а на самом мероприятии выступили коллективы из обеих столиц и из Твери. Ещё одним новшеством на фестивале стало появление неподалеку от музыкальной сцены фотогалереи, где прошла выставка «Музыка Живого Города».
|      |                     | Санкт-Петербург | Санкт-Петербург | Санкт-Петербург |
| Год  | Дата                | Хедлайнер       | Главная сцена |                 |
| ---- | ------------------- | --------------- | --- | --------------- |
| 2012 | Суббота, 11 августа | 7Б Декабрь      | 7Б Декабрь Площадь Восстания Ангел НеБес Теория Скворцы Степанова Para bellvm Река Шива Огнелёт Ярилов Zной Parkur Ямайский и островитяне Nomera Ta-boo Zверобой Adрес |                 |

## 2013 год
В 2013 году, фестиваль прошел в Санкт-Петербурге на площади за Торгово-Развлекательным комплексом «ЛЕТО». 24 августа. Хедлайнерами фестиваля стали группы Animal ДжаZ и Торба-на-Круче. Фестиваль посетило более 5000 человек. Ведущими фестиваля стали Александр Семёнов и генеральный продюсер «Живого!» Андрей Новиков.

Помимо музыкальной сцены, на территории фестиваля располагались и несколько интерактивных площадок: две фото-выставки («Alter Ego» от Агаты Нигровской и «Музыка. Сделано в Петербурге. Лица» от Светланы Спеко); зона настольных игр от GaGa Games, а также шатёр Музыкальной Студии «Школа Рока», где все желающие могли попробовать свои силы за барабанной установкой.
|      |                     | Санкт-Петербург            | Санкт-Петербург | Санкт-Петербург |
| Год  | Дата                | Хедлайнер                  | Главная сцена |                 |
| ---- | ------------------- | -------------------------- | --- | --------------- |
| 2013 | Суббота, 24 августа | Animal ДжаZ Торба-на-Круче | Animal ДжаZ Торба-на-Круче Площадь Восстания Ангел НеБес Скворцы Степанова Теория Para bellvm КОПЕНGАGЕН Река Одни Либиdo CodeRed Шива The Tel |                 |

## 2014 год
В 2014 году, фестиваль прошел в Санкт-Петербурге на площади за Торгово-Развлекательным комплексом «ЛЕТО». 23 августа. Хедлайнерами фестиваля третий раз стала группа 7Б и второй год подряд группа Торба-на-Круче.
|      |                     | Санкт-Петербург   | Санкт-Петербург | Санкт-Петербург |
| Год  | Дата                | Хедлайнер         | Главная сцена |                 |
| ---- | ------------------- | ----------------- | --- | --------------- |
| 2014 | Суббота, 23 августа | 7Б Торба-на-Круче | 7Б Торба-на-Круче Площадь Восстания Ангел НеБес Скворцы Степанова Para bellvm КОПЕНGАGЕН Шива Whoop! Ямайский и Островитяне The Tel Андрей Капров Дунаевский Orchestra Кресси Нас Нет |                 |

## 2015 год
В 2015 году, фестиваль прошел в Санкт-Петербурге на площади за Торгово-Развлекательным комплексом «ЛЕТО». 22 августа. Хедлайнерами фестиваля стала группа Кирпичи и третий год подряд группа Торба-на-Круче.
|      |                     | Санкт-Петербург        | Санкт-Петербург | Санкт-Петербург |
| Год  | Дата                | Хедлайнер              | Главная сцена |                 |
| ---- | ------------------- | ---------------------- | --- | --------------- |
| 2015 | Суббота, 22 августа | Кирпичи Торба-на-Круче | Кирпичи Торба-на-Круче Площадь Восстания Ангел НеБес Скворцы Степанова Теория Para bellvm КОПЕНGАGЕН ИМПЛОZИЯ Ямайский и Островитяне Теория Пяти Секунд ЛюВерс ADPEC Шива The Tel |                 |

## 2016 год
В 2016 году, фестиваль прошел в Санкт-Петербурге на площади за Торгово-Развлекательным комплексом «ЛЕТО». 6 августа и 7 августа. Хедлайнерами первого дня фестиваля стал музыкант DOLPHIN и группа Zero People, а хедлайнерами второго дня фестиваля стали группы Пилот и Дунаевский ORCHESTRA. Впервые фестиваль проходил 2 дня на двух сценах.
|      |                        | Санкт-Петербург            | Санкт-Петербург | Санкт-Петербург |
| Год  | Дата                   | Хедлайнер                  | Живой! | Школа рока |
| ---- | ---------------------- | -------------------------- | --- | --- |
| 2016 | Суббота, 6 августа     | DOLPHIN Zero People        | DOLPHIN PlanetaVE Peter Platz Zero People КОПЕНGАGЕН Шива Jenya Noble Vlad Zhukov Malinen PRAVADA                                                         | Brightt The TEL Сниму в кино floverdiz Монограмма Atmosfera IGIGAI Stop Time                                           |
| 2016 | Воскресенье, 7 августа | Пилот Дунаевский ORCHESTRA | Пилот Urbanisteria Площадь Восстания Para bellvm JAN REM Ангел НеБес The Riggans Скворцы Степанова Ямайский и островитяне Дунаевский ORCHESTRA Альтависта | Теория Пяти Секунд TORNADO KID Jay Madison NOMERA Шоколадный Торт ИМПЛОZИЯ Бесовский Band Полный Чердак Темноты Оливье |

## 2017 год
В 2017 году, фестиваль прошел в Санкт-Петербурге на площади за Торгово-Развлекательным комплексом «ЛЕТО». 12 августа и 13 августа. Хедлайнерами первого дня фестиваля второй год подряд стала группа Пилот и четвёртый раз группа Торба-на-Круче, а хедлайнерами второго дня фестиваля стал музыкант Noize MC и второй раз группа Animal ДжаZ. Впервые на фестивале выступила зарубежная группа и им стала группа из Германии JUNO 17.
|      |                         | Санкт-Петербург      | Санкт-Петербург | Санкт-Петербург |
| Год  | Дата                    | Хедлайнер            | Главная сцена |                 |
| ---- | ----------------------- | -------------------- | --- | --------------- |
| 2017 | Суббота, 12 августа     | Пилот Торба-на-Круче | Пилот Торба-на-Круче Нихау Ангел НеБес Скворцы Степанова Blackbird Para bellvm Естественный отбор Adpec Брокеры ГильZа 3/2 ДМЦ Невский Б ИМПЛОZИЯ Грачи Прилетели Sputnik |                 |
| 2017 | Воскресенье, 13 августа | Noize MC Animal ДжаZ | Noize MC Animal ДжаZ Площадь Восстания PRAVADA JUNO 17 КОПЕНGАGЕН The Maya Secret Mary Hart Syndrome Tattooin Шива Карелия ARiFMETiKA Притяжение                          |                 |

## 2018 год
В 2018 году, фестиваль прошел в Санкт-Петербурге на площади за Торгово-Развлекательным комплексом «ЛЕТО». 11 августа и 12 августа. Хедлайнерами первого дня фестиваля стали Сергей Бобунец, группа АнимациЯ и второй раз группа Кирпичи, а хедлайнерами второго дня фестиваля стали группы Слот, Аффинаж и второй раз группа Zero People. Второй год подряд выступила группа из Германии JUNO 17.
|      |                         | Санкт-Петербург                 | Санкт-Петербург | Санкт-Петербург |
| Год  | Дата                    | Хедлайнер                       | Главная сцена |                 |
| ---- | ----------------------- | ------------------------------- | --- | --------------- |
| 2018 | Суббота, 11 августа     | Сергей Бобунец АнимациЯ Кирпичи | Сергей Бобунец Мечта CARDIO ORCHESTRA АнимациЯ Ригганы КОПЕНGАGЕН Лифт на Луну Zebros Band Para bellvm Кирпичи Read the Sunset Мегаватты  |                 |
| 2018 | Воскресенье, 12 августа | Слот Zero People Аффинаж        | Слот Ангел НеБес JUNO 17 Шива Zero People PRAVADA Offbeat Orchestra Площадь Восстания Аффинаж Terelya & Band Скворцы Степанова ARiFMETiKA |                 |

### Видео
- Официальное видео фестиваля Живой 2013
- Официальное видео фестиваля Живой 2012 Архивная копия от 17 апреля 2016 на Wayback Machine